# Jan Campman
Johannes Hermanus Campman (Arnhem, 22 april 1897 - Bergen-Belsen, 25 maart 1945) was een Nederlandse geestelijke. Hij was priester in de Rooms-katholieke kerk. Campman was tijdens de Tweede Wereldoorlog actief binnen het verzet in zijn woonplaats Velp. Hij bood hulp aan Joden en gevluchte Franse krijgsgevangenen. In januari 1944 werd hij gearresteerd. Campman overleed ruim een jaar later in het concentratiekamp Bergen-Belsen.

## Levensloop
Campman werd geboren in Arnhem, maar groeide op in Velp. Hij voelde een roeping tot het priesterschap. Hij volgde een opleiding aan het Gymnasium der paters Franciscanen in Megen. In 1918 deed hij intrede in het klooster Sint Agatha in Cuijk. Vervolgens was hij negen jaar als leraar verbonden aan de priesteropleiding van de Orde der Kruisheren. Daarnaast was hij plaatsvervangend pastoor in Odiliapeel en assistent in het Belgische Maaseik. In 1936 vertrok hij naar Velp waar hij aan de slag ging als assistent van de priester Anton Schaars.
Al in meidagen van 1940 begon Campman voorzichtig met verzetswerk. Hij leverde burgerkleren aan Nederlandse militairen om te voorkomen dat ze in Duitse krijgsgevangenschap raakten. Campman maakte later deel uit van de kring rondom het echtpaar Jo en Suze Timmerman die al in 1940 een zette een ontsnappingsroute hadden opgezet voor ontsnapte Franse krijgsgevangenen. Campmans talenkennis en relaties in België kwamen daarbij goed van pas. Verder regelde Campman samen met Schaars en de communistische verzetsman Dirk van der Voort voor onderduikplekken voor Joden en mannen die de arbeitseinsatz wilden ontlopen.
In de nacht van 7 op 8 januari 1944 werd Campman gearresteerd door de Sicherheitsdienst. Via het Arnhemse Huis van bewaring kwam Campman terecht in Kamp Vught. Met de oprukkende geallieerden in aantocht werd het kamp in september 1944 ontruimd. Via Sachsenhausen kwam Campman terecht in Bergen-Belsen, waar hij op 11 februari 1945 overleed aan de gevolgen van vlektyfus.

## Postuum
In de Onze Lieve Vrouwe Visitatiekerk werd in 1948 een herdenkingssteen voor Campman gelegd.